# 中国の不思議な役人

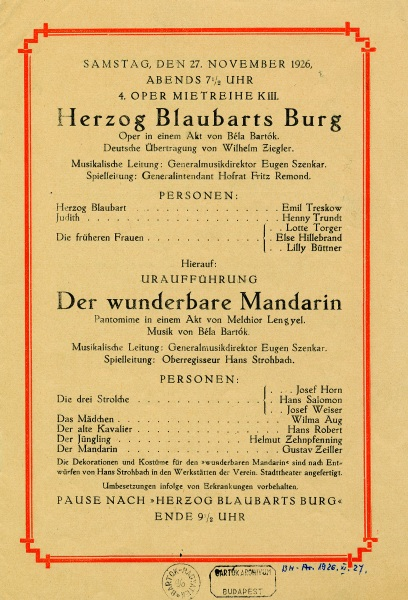
初演のポスター

『中国の不思議な役人』作品19 Sz.73（ドイツ語：Der wunderbare Mandarin、ハンガリー語：A csodálatos mandarin）は、バルトーク・ベーラが作曲した、脚本家レンジェル・メニヘールトの書いた台本に基づく1幕のパントマイムのための舞台音楽である。
ハンガリー出身の舞踏家アウレル・フォン・ミロス（1906年5月12日 - 1988年9月21日）の振付でバレエとして演奏されて以来、現在でもバレエとして上演されることもあることからバレエ音楽と混同されることもある。ただし作曲者はミロスの提案をOKしたものの、自身では「音楽を伴うパントマイム」だと強くこだわり、総譜にも記載するように念を押している。

## 作品史

### 作曲の経緯
作曲のきっかけは、1918年3月にバルトークのピアニストとしての先生であるトマーン・イシュトヴァーンから、レンジェルの脚本である「中国の不思議な役人-グロテスクなパントマイム」 に作曲を薦める手紙が来たことによるものとされている。5月に歌劇『青ひげ公の城』が初演された際、バルトークとレンジェルは出会い、翌月にはバルトークがこの台本に併せた舞台音楽を書くと言うことが決まった。
翌年の5月には完成版の元となったスケッチが完成し、7月にはレンジェルにも試奏してみせる。しかし、この後第一次世界大戦の終結による当時のハンガリー王国内の混乱などで、スケッチより先の作業は遅々として進まなかった。結局まともにオーケストレーションに取りかかることができたのは、彼がほとんど作品を発表しなかった時期の1924年の5月頃から12月にかけてで、正式に完成が雑誌などでアナウンスされたのは1925年の2月頃である。この際には曲自体にも相当手が入っており、完成版とスケッチでは異なる箇所も多い。

### 上演の困難
後述するようなあまりに生々しい台本の影響もあってか、当初予定していたブダペスト歌劇場での初演は実現せず、初演は1926年11月にドイツのケルンで、同地の国立劇場音楽監督を務めていたバルトークの知人のハンガリー人指揮者、センカール・イェネー（オイゲン・シェンカー 1891年4月9日 - 1978年3月28日）の指揮で行われることとなった。
フランクフルトでの『かかし王子』の後、ケルンにおける『中国の不思議な役人』の初演も（私は）喜んで引き受けた。練習にはバルトーク自ら参加し、いろいろの指示も与え、シュトローバッハのモダンで勇敢な舞台装置とともに、我々の準備はバルトークを完全に満足させるようなものであった。

（1956年のセンカールの回想）
しかし入念なリハーサルを行いバルトークも臨席した初演は、聴衆からも評論家からも不評だった上に、ローマ・カトリックの勢力の強いこの街では教会関係者などから台本の内容の不謹慎さを批判する声が多く、コンラート・アデナウアー市長の判断でこの1日で上演品目から下ろされ、センカールが市議会から譴責処分を受けるというスキャンダルに発展する。
（初演の翌日）私は当時ケルン市長であった、現（西ドイツ）アデナウアー首相に出頭を命じられた。アデナウアーは私に、なぜ、あんな無価値にして憤慨すべき曲を演奏したのかと聞いた。私が、昨夜の曲の作者は天才であり、現代最大の作曲家だと答えると、かれは、私に、ばかげた話は止めたほうがいいといった。……しかし、今日、私の当時の考えが正しかったことが証明され、非常にうれしい。
1927年2月19日に今度はチェコスロヴァキアのプラハで再演された。こちらはひとまず成功したものの、しばらくしてこれも「台本が不謹慎」として月末には上演禁止になってしまう。その直前にもブダペストでの上演計画がまた失敗していた。
ブダペストでの初演が実現しなかったこと、更にケルンでの大騒ぎで舞台版上演の困難さを思い知らされたバルトークは、既に契約先のウニヴェルザール出版社に対し、この曲を演奏会用に使える版を作る提案をして作業を進めていた。そしてプラハ公演前の1927年2月3日には現在「組曲版」（後述するが、実態は作曲者本人が認めているように「抜粋版」である）と呼ばれている作品が完成した。彼はウニヴェルザール出版社に対する完成報告の手紙の中で、「自分のこれまで最高のオーケストラ作品だと思うのだが、演奏できないのは残念だ」という愚痴を残している。
1937年、当時ブダペスト国立劇場に在籍していた振付師のアウレル・フォン・ミロスは、交流のあったバルトークに『中国の不思議な役人』をバレエ音楽として演奏することを提案した。提案を受けたバルトークは彼のスタジオで練習を見学し、バレエでの演奏に理解を示した。ミロスはイタリアで活動するようになった1942年にヤーノシュ・フェレンチクの指揮で、ミラノのスカラ座でバレエとして舞台版の公演を実現させたものの、既に第二次世界大戦中であったためバルトークはそれを知ることはなかった。そしてハンガリーではバルトークの生前は組曲版でしか演奏されることはなく、舞台版として演奏されたのは1945年12月9日になってからだったが、舞台背景が変更された形であり、「原作通りの公演」に至っては1956年6月1日になるまで行われなかった。

### 改訂
1931年にバルトークが50歳の誕生日を迎えるにあたり、舞台版をブダペストで上演する計画がされた。関係者はさんざん物議を醸してきたシナリオについて、原作者のレンジェルによって筋書を大幅に変更し、より幻想的なものとして対応してもらうこととし、バルトークも台本変更に合わせて42小節ほどを削除した。またバルトークは、関係者の頼みとは別にエンディングに改訂を加えようと、全く新しいものを用意した。
結局この上演計画も失敗するが、バルトークは1936年1月29日付けでウニヴェルザール出版社に対して送った手紙の中で「全曲版の譜面を出版する際には、エンディングを1931年版に変更するように」と指示を出している。しかしナチスドイツのオーストリア併合によりバルトークが同社との契約を打ち切ったこともあって、全曲版の楽譜はバルトークの死後の1955年になるまで刊行されなかった。

## 特徴
音楽的にはストラヴィンスキーの『ペトルーシュカ』や『春の祭典』の影響も見え隠れする（バルトークは『春の祭典』のピアノ版を同作の初演直後に取り寄せ、研究していた）。ただし台本に合わせ、キャラクターの心情を表現する音楽が意識されており、また情景描写という意味でもライトモティーフ的な動機を多用するなど工夫が凝らされている。また、この曲のオーケストレーション前に完成・初演していた『舞踏組曲』とオーケストラ書法には共通点が多数ある。
変拍子が多く、テンポの変化も極めて多彩なので指揮科のレッスンには良く使われる曲でもある。

## 楽譜
オーストリアのウニヴェルザール出版社からオーケストラ版に加え、バルトーク自身の手による4手ピアノ版、2手ピアノ版が刊行されている。「演奏会用組曲」は原曲の数カ所と合唱付きの後部をカットし、新しいコーダを付け加えた形のものであるため、ミニチュアスコアはオーケストラ版の中にカット指示とコーダが含まれることで「舞台版」と「組曲版」が1種類のスコアとなっていたが、2010年に全音楽譜出版社より初めて組曲版単独のポケットスコアが発売された。

### 楽譜にまつわる逸話
現在ウニヴェルザール出版社から刊行されているのは、バルトークの次男バルトーク・ペーテル（ピーター・バルトーク　1924年 - 2020年 ）らによって校訂された2000年版である。全音楽譜出版社の組曲版も、校訂者の村上泰裕らがペーテルらと協力して2000年版を更に校訂したもので、基本的には同じものである。
1955年に全曲版の楽譜が出版された際、先述の1931年の上演計画における42小節のカットが中途半端な形で採用されていた。これは演奏会版のスコアは既に1927年末に出版されていたことに起因する。この演奏会用との共通部分でも12小節がカットされていたのだが、共通部分は出版されていた譜面の原稿をそのまま使ったために採用されず、全曲版独自の30小節だけが削除された状態だった。
バルトーク作品の校訂作業を進めていたペーテルらは、校訂報告の中で「この曲については資料の研究により、カットされた部分のほとんどは舞台の演出にリンクしている部分であり、台本を変更せざるを得なかったその公演計画に限ったカットであると判断した」として、改訂新版の出版譜では誤植やバルトーク自身の指示ミスなどの訂正をする際、出版譜に反映されていたカットをすべて復元している。その際、資料として1931年版に取って代られた旧エンディングが付録として付けられた。
ただ、実際にはこの校訂版は、バルトークの遺族や出版社が権利関係の延長を狙ったものに過ぎず、校訂版を出すに至った理由の説明もこじつけだとの見方もある。

## 楽器編成
フルート3（第2、第3奏者ピッコロ持ち替え）、オーボエ3（第3奏者コーラングレ1持ち替え）、クラリネット3（B♭・A管およびE♭管。第3奏者はバスクラリネット（B♭管）持ち替え）、ファゴット3（第3奏者コントラファゴット持ち替え）、ホルン4（第2、第4奏者はワーグナー・チューバ持ち替え）、トランペット3、トロンボーン3、チューバ、ティンパニ、小太鼓、テナードラム、大太鼓、シンバル、トライアングル、タムタム、シロフォン、チェレスタ、ハープ、ピアノ、オルガン、弦五部、混声四部合唱。
※打楽器奏者は6人必要。また組曲版では、ワーグナーチューバと混声合唱が出てくるシーンがなくなったため省かれている。

## 演奏時間
約30分（組曲版：約19分）

## 初演
ピアノ4手版
1926年4月8日　チェコスロバキアのラジオプラハの放送で。ピアノは作曲者本人と作曲家のジェルジ・コーシャ。
舞台版
1926年11月27日　ドイツのケルン国立劇場。指揮：センカール・イェネー、振り付け及び舞台装置デザイン：ハンス・シュトローバッハ
組曲版
1928年10月14日　ブダペスト。指揮：エルンスト・フォン・ドホナーニ、ブダペスト・フィルハーモニー管弦楽団

## 筋書き

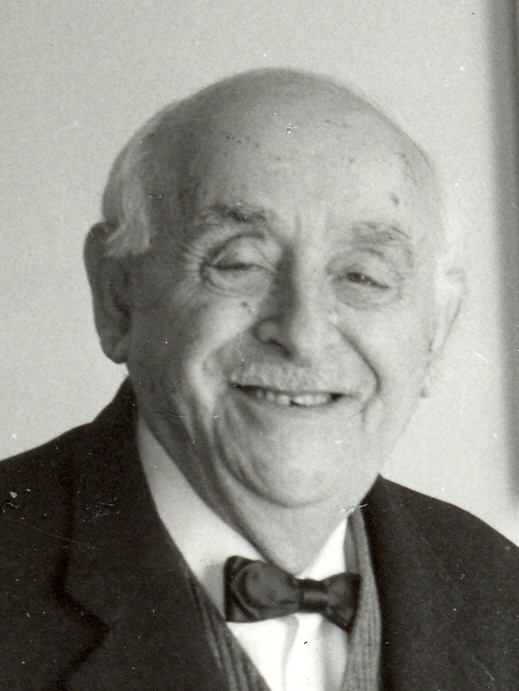
レンジェル・メニヘールト

### 舞台
悪党共が盗品を隠すための、都会のアパートのみすぼらしく汚い2階の部屋

### 登場人物
- 3人の悪党
- 少女（レンジェルの原作では「ミミ」という名前）
- 年老いた伊達男
- 少年
- マンダリン（中国の高級官吏。宦官と取るかどうかには後述のように議論がある。[要出典]）

### あらすじ
隠れ家であるアパートの一室に3人の悪党と少女がいる。金がないため悪党の一人は少女に、金を奪うため窓辺に立ち通行人を誘惑するよう命じる。少女は嫌がるが、悪党達は無理やり彼女を窓辺に連れて行き、自分たちは身を隠す。仕方なく少女は窓辺から手招きをして、通りの男を誘惑する。すると年老いた伊達男と目が合う。彼はすぐに階段を上がってくる。
伊達男の老人は奇妙な求愛の仕草をする。少女が「お金、ある?」と聞くと、彼は「お金など重要ではない。愛がすべてだ」と言ってしつこく少女を追い回す。しびれを切らした3人の悪党は飛び出して老人を掴んで放り出し、少女に再び窓辺に立って男を誘惑するよう命じる。
少女が再び窓辺から通りの男を誘惑すると、少年と目が合う。はにかんだ少年は戸口に現れるが、どうして良いか分からず突っ立ったままでいる。少女は少年が金を持っていないか確かめるが、金はない。しかし不憫に思った彼女は、少年を引き寄せワルツを踊り始める。2人の踊りは情熱的になっていく。しかし金のない男に用がない悪党達は少年を掴まえて放り出す。
悪党達に「もっと金のある男を連れてこい!」と脅された少女はまた窓辺に立つ。今度は高級な服に身を包み、たくさんの宝石を身につけてはいるが、どうにも気味の悪い男（中国の役人）と目が合う。役人はすぐに階段を登ってくる。3人の悪党は隠れる。
役人が部屋の前までやってくるが、入り口で動かない。少女は怖がり後ずさりするが、隠れていた悪党達は彼女を役人の方へ押しやるので覚悟を決め、おびえながら役人を手招く。誘いを受けた役人は2歩進んで、また止まる。少女が椅子を勧めると役人は腰掛ける。だが、片時も目を離さず見つめ続けるので、何かをしなければならなくなり、ためらいながら踊り始める。
踊りは徐々に高揚し、ついには野性的でエロティックなものになる。役人の目はずっと少女に注がれ、視線は欲望を高めてゆく。ついに少女は役人の膝に崩れ落ちる。彼は興奮の余り震え始めるが、少女は彼の抱擁を嫌悪して飛び起き、後ずさる、役人も手を伸ばし彼女を捕まえようとする。ついには少女と役人の追い掛けっこが始まる。役人はつまずき、転ぶがすぐ起きあがり、より激しく追い回す。ついに役人は少女を捕まえ、2人は床に倒れる。
※演奏会用の組曲はここでコーダに入って終わる。
ここで悪党達が飛び出して役人を押さえつけ、宝石と金を奪い身ぐるみを剥ぐ。更に役人を殺してしまおうと引きずってベッドに投げ出し、その上に枕や毛布、マットレス等を積み上げ、悪党の一人がその上に乗る。しばし待った悪党達は死んだだろうと頷き合うが、役人の顔が枕の間から現れる。彼はぎょろついた目を凝らして少女を見ている。3人の悪党は驚く。
今度はベッドから役人を引きずり出し、悪党の1人が錆びた長いナイフで役人の腹を3回突く。役人はよろめき、ほとんど崩れ落ちそうになるが、やはり死なない。少女に飛びかかる役人に悪党達は驚きつつも押さえつける。しかしなおも役人は少女を恍惚と見つめているのだった。
恐怖に駆られた3人はもがく役人を部屋の真ん中まで引きずり、役人の編んだ髪を首に巻き付け、シャンデリアのフックに吊す。シャンデリアが床に落ちて砕け散るが、暗い部屋の中で吊された役人の身体は青みがかった緑色に輝き始める。3人の悪党と少女はおののきながら役人を見つめる。
ふと少女は悪党に役人を降ろしてくれと頼み、悪党どもは役人の編んだ髪をナイフで切る。役人は床に崩れ落ちるが、すぐに飛び起き少女に向う。少女は逆らわず役人を自分の胸で受け止める。少女と抱き合った役人は至福の満足をした呻き声を上げる。願いを満たした役人の傷口から血が流れ始め、だんだん弱ってゆく。そして苦悶の後、息絶える。

## 追記
レンジェル自身が「グロテスク」と題名に書いているが、実際退廃的でエロティックな雰囲気の強い台本である。バルトーク自身はこの台本を大変気に入っていたようで、残されているインタビューでも「素晴らしい筋書きですよ」と熱っぽく語っている他、「（この台本が好きな理由は）常に高まっていく段階があるから」とも述べている。しかし表面上のグロテスクさが上演において様々な問題点を発生させてしまったことは否めない。
なお、レンジェルの原作では悪党たちが役人を殺そうとするのは4回であったりするなど、細かい点についてはバルトークが変更している部分がある。
原題の呼称「mandarin」（マンダリン）は中国の清朝における上級官吏を指すが、欧州の伝統的意識ではしばしば宦官と同義に使われてきた経緯がある。mandrin（マンダリン）の訳語として「役人」でなく「宦官」をあてた和訳もみられるが、バルトークとレンジェルの認識がどのようなものであったのかを示す明確な証拠はない。少なくともレンジェルの描いたストーリーでは、役人の外見については辮髪以外は身なりの良さを強調しているだけである。
この作品でもマンダリンは明確に宦官をさしているという主張もある。この作品の文学的主題を、男性としての性的機能を備えない男性が女性に欲望をめざめさせられる悲しみが核であり、クライマックスで男たちにくりかえし殺されても死なない男が、一人の女に抱きしめられたときに死ぬという逆説が描かれ、その痛烈な皮肉と深いあわれさを表現している、と捉えるならば宦官と捉える方が妥当だというものである。ただ、この見方も晩年のレンジェルが「この作品の真のテーマは、純粋で途方もない欲求と、愛への賛美」と語っていることとは合致していない。
どちらにしてもこの作品にバルトークが魅せられたのは、先に述べた本人のコメント以外にも、彼がこれまで『青ひげ公の城』、『かかし王子』という舞台作品でも同様に取り上げられていた「男女関係の絶望的状態」（グリフィス）というテーマを扱っていることが取り上げられる。しかしそれ以外にも、殺伐とした都会に現れ、ひたすらに愛を求め、そのためには殺されても死なず、少女の愛で救われていくという役人の描き方を指して、バルトークが後年の『カンタータ・プロファーナ』などにも主題に取り入れている自然の生命力への賛美と同質の尊敬を、この役人にも向けていたからではないかという意見もある。